# سازمان بین‌المللی پزشکان برای جلوگیری از جنگ هسته‌ای
سازمان بین‌المللی پزشکان برای جلوگیری از جنگ هسته‌ای (به انگلیسی: International Physicians for the Prevention of Nuclear War، به‌طور مخفف IPPNW) نهادی بی‌طرف از گروه‌های پزشکی بین‌المللی در ۶۳ کشور جهان است که نمایندهٔ پزشکان، دانشجویان پزشکی، کارکنان بهداشت، درمانگران و افراد نگرانی است که همگی در آن هدف مشترکی همچون ایجاد جهانی آرام‌تر، امن تر و عاری از خطر نابودی هسته ای را دارند. دفتر مرکزی این سازمان در ملدن، ماساچوست است.

سازمان بین‌المللی پزشکان برای جلوگیری از جنگ هسته‌ای به پاس تلاش‌های ارزنده‌اش در سال ۱۹۸۵ موفق به دریافت جایزه صلح نوبل گردید.